# Kurtziella limonitella
Kurtziella limonitella is een slakkensoort uit de familie van de Mangeliidae. De wetenschappelijke naam van de soort is voor het eerst geldig gepubliceerd in 1884 door Dall.